# Gouvernement Manoukian
Arménie
 G. Haroutiounian
Le gouvernement Manoukian est le gouvernement de l'Arménie du 13 août 1990 au 22 novembre 1991.

## Majorité et historique
Il s'agit du gouvernement formé par Vazgen Manoukian.

## Composition
| Poste                                                      | Titulaire | Titulaire               | Parti |
| ---------------------------------------------------------- | --------- | ----------------------- | ----- |
| Premier ministre                                           |           | Vazgen Manoukian        | Sans  |
| Ministre du Transport automobile                           |           | Henrik Kochinian        | Sans  |
| Ministre de l'Industrie communale                          |           | Robert Avoian           | Sans  |
| Ministre de la Construction                                |           | Gagik Martirosian       | Sans  |
| Ministre de la Culture                                     |           | Youri Melik-Ohandjanian | Sans  |
| Ministre du Commerce domestique                            |           | Artak Davtian           | Sans  |
| Ministre des Finances                                      |           | Janik Janoian           | Sans  |
| Ministre de l'Industrie de l'alimentation                  |           | Robert Mehrabian        | Sans  |
| Ministre des Relations commerciales internationales        |           | Yesayi Stepanian        | Sans  |
| Ministre des Affaires étrangères                           |           | Achot Yeghiazarian      | Sans  |
| Ministre des Gains de production                           |           | Rafael Chahbazian       | Sans  |
| Ministre de l'Éducation supérieure et spéciale             |           | Simeon Akhoumian        | Sans  |
| Ministre de la Santé                                       |           | Artashes Aznavourian    | Sans  |
| Ministre des Affaires intérieures                          |           | Karlos Kazarian         | Sans  |
| Ministre de la Justice                                     |           | Vahe Stepanian          | Sans  |
| Ministre du Travail et de la Justice sociale               |           | Ashot Yesaian           | Sans  |
| Ministre de l'Industrie légère                             |           | Robert Mkrtchian        | Sans  |
| Ministre des Services et des Ressources en eau             |           | Yourik Javadian         | Sans  |
| Ministre de l'Éducation publique                           |           | Misak Davtian           | Sans  |
| Ministre de la Construction de routes et de la Maintenance |           | Georgi Melkoumian       | Sans  |